# Czerniejew
Czerniejew (prononciation : [t͡ʂɛrˈɲejɛf]) est un village polonais de la gmina de Skórzec dans le powiat de Siedlce de la voïvodie de Mazovie dans le centre-est de la Pologne.
Il se situe à environ 14 kilomètres au sud-ouest de Siedlce (siège du powiat) et à 75 kilomètres à l'est de Varsovie (capitale de la Pologne).

## Histoire
De 1975 à 1998, le village appartenait administrativement à la voïvodie de Siedlce.

Depuis 1999, il appartient administrativement à la voïvodie de Mazovie